# Bonnierella abyssorum
Bonnierella abyssorum är en kräftdjursart som beskrevs av Bonnier 1896. Bonnierella abyssorum ingår i släktet Bonnierella och familjen Ischyroceridae. Inga underarter finns listade i Catalogue of Life.